# I Hate Myself and Want to Die
I Hate Myself and Want to Die är en låt skriven av Kurt Cobain och inspelad av Nirvana. Den återfinns som öppningsspåret på albumet The Beavis and Butt-Head Experience, utgivet den 23 november 1993.
Initialt övervägde Nirvana att kalla albumet In Utero för I Hate Myself and Want to Die.